# Parroquia El Cafetal

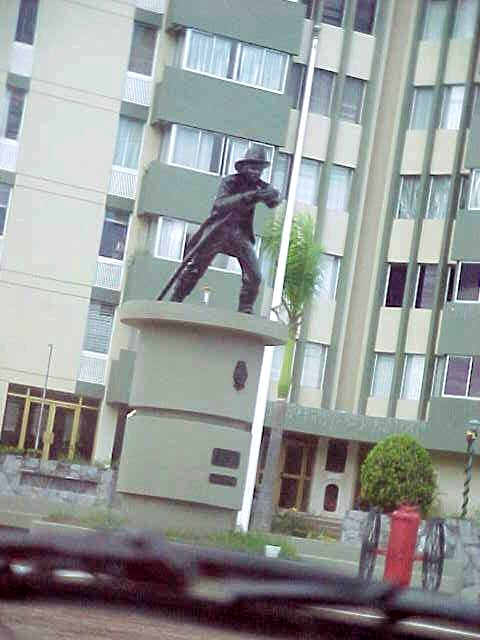
Estación de Bomberos

La Parroquia El Cafetal, es una de las tres parroquias constitutivas del Municipio Baruta del Estado Miranda en Venezuela que al igual que la parroquia Nuestra Señora del Rosario de Baruta fue absorbida en su totalidad por Caracas. Su capital es la urbanización homónima.  

## Historia
La urbanización del territorio en que hoy se encuentra esta parroquia, fue iniciada en los años setenta del siglo XX; posterior a la urbanización de los territorios de Las Mercedes, la construcción de la autopista de Prados del Este y el comienzo del proyecto de construcción de la Universidad Simón Bolívar.
Las primeras urbanizaciones que se construyeron fueron Santa Marta, Santa Sofía, San Luis y Santa Paula. Posteriormente se construyeron Cerro Verde y Los Naranjos, aunque esta última ya no pertenece siquiera a Baruta sino al municipio fronterizo de El Hatillo. Hasta 1989 formaba parte del entonces Distrito Sucre del Estado Miranda. Ese mismo año, con la nueva división político-territorial estadal pasa a formar parte del Municipio Baruta.

## Geografía
Limita al norte con los municipios Sucre y Chacao, al este con el Municipio Sucre, al sur con el Municipio El Hatillo y al oeste con las parroquias Nuestra Señora del Rosario y Las Minas de Baruta. Posee una superficie estimada en unos 9 kilómetros cuadrados.

#### Sectores
Actualmente está conformada por las siguientes urbanizaciones o sectores: Chuao, Boulevard Raúl Leoni,Santa Clara, Llano Verde Lomas de Chuao, Lomas del Mirador, El Mirador, Santa Sofía, El Cafetal, Caurimare, Caurimare Tepuy, Santa Marta, San Luis, Santa Paula, Vizcaya, Colinas de Tamanaco, Altos del Mirador, La Peña, Lomita de Chuao.

## Sitios de interés
- Policlínica Metropolitana
- Centro Comercial Plaza Las Américas
- ASOCLARA - Asociación de Vecinos de Santa Clara, El Cafetal Archivado el 17 de marzo de 2017 en Wayback Machine.